# Остель (Німеччина)
Остель (нім. Osteel) — громада в Німеччині, розташована в землі Нижня Саксонія. Входить до складу району Аурих. Складова частина об'єднання громад Брокмерланд.
Площа — 19,9 км2. Населення становить 2128 ос. (станом на 31 грудня 2021).

## Галерея

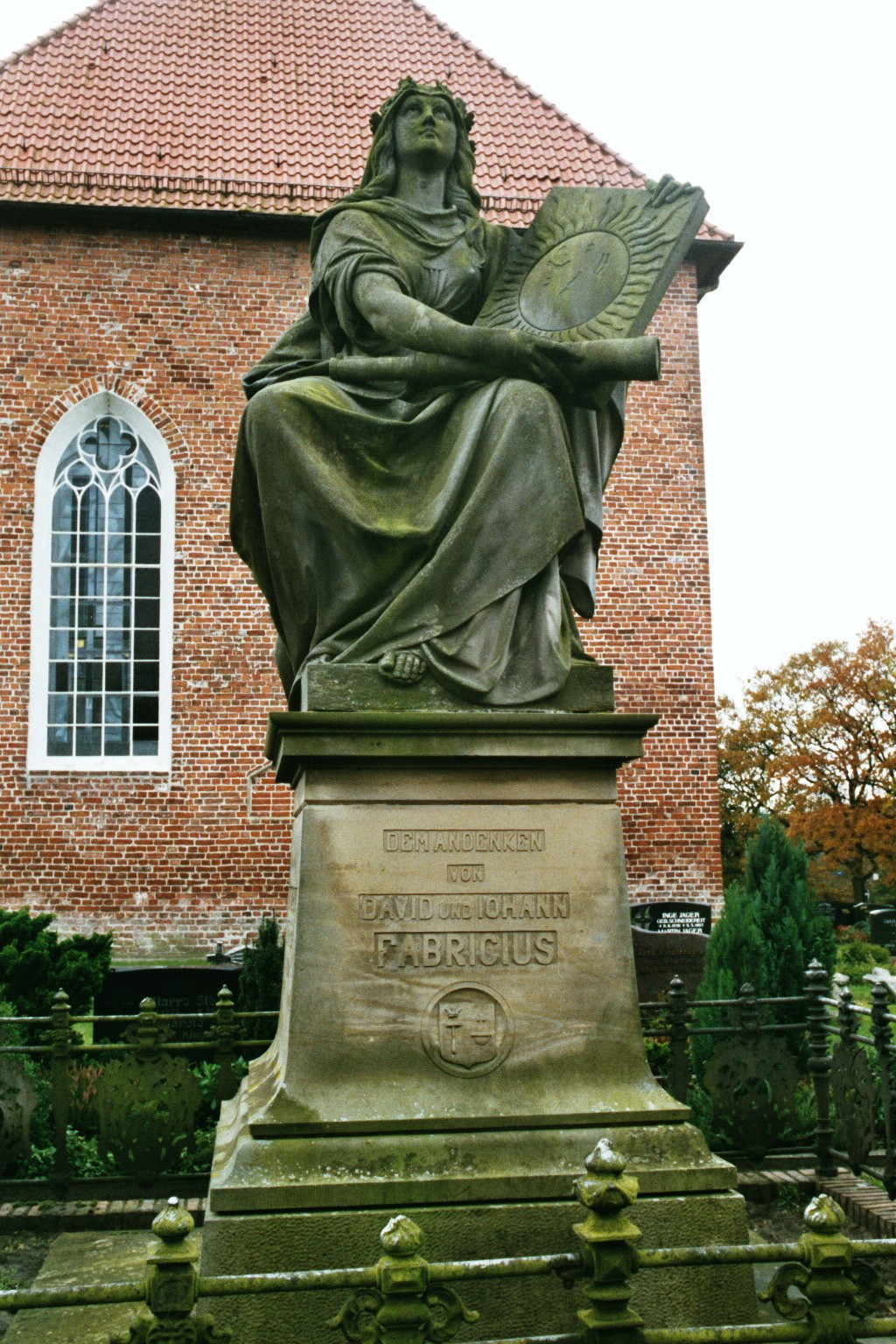
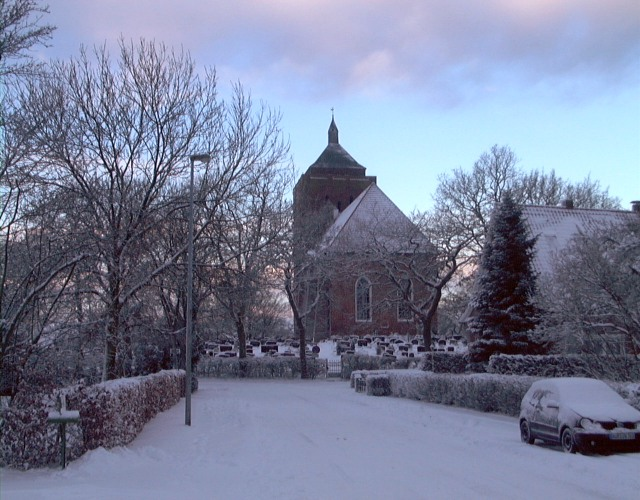
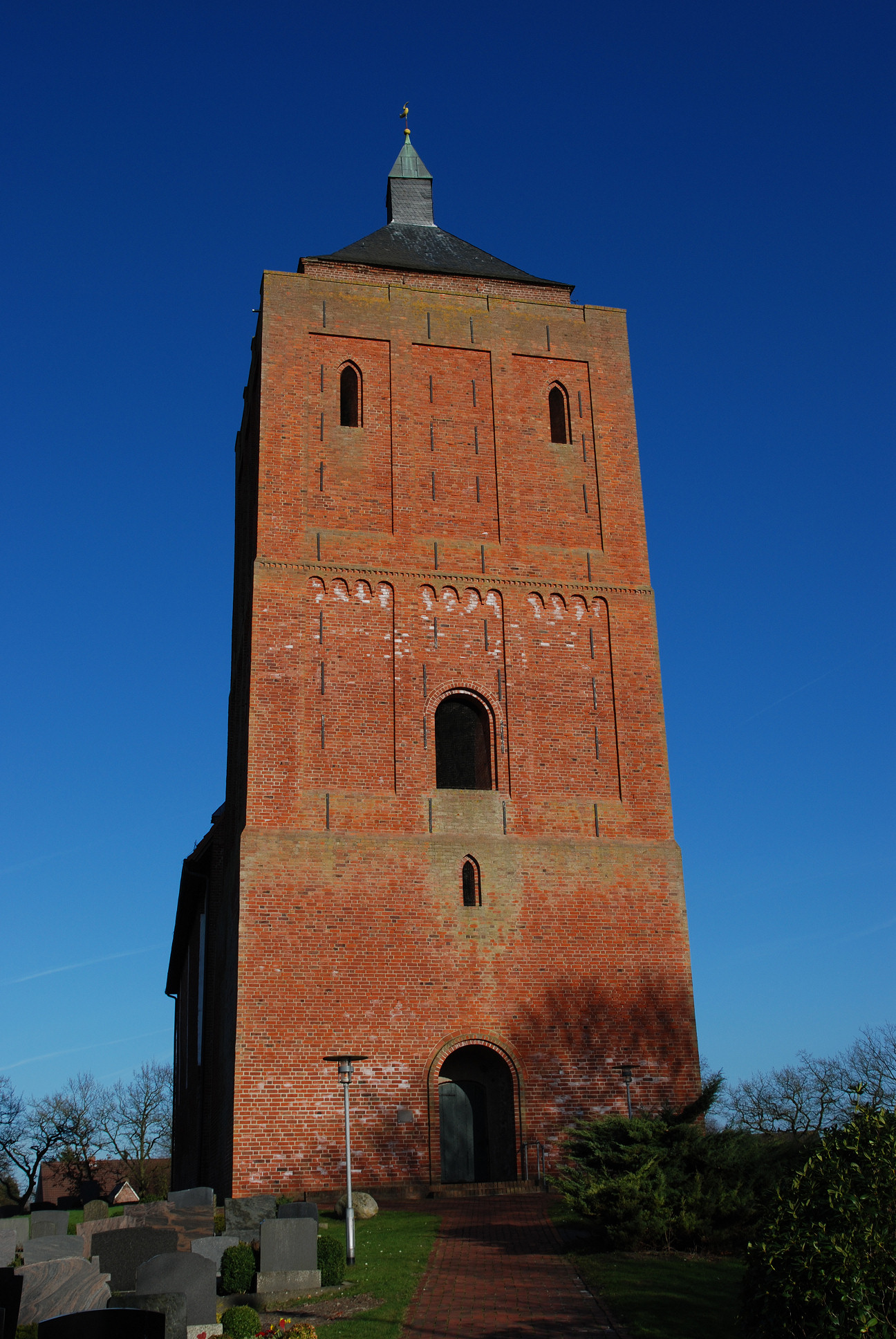